# Australiens MotoGP 2009
Australiens MotoGP 2009 kördes den 18 oktober på Phillip Island Grand Prix Circuit-

## MotoGP

### Slutresultat
| Plats | Förare           | Märke    | Grid | Kvaltid  |
| ----- | ---------------- | -------- | ---- | -------- |
| 1     | Casey Stoner     | Ducati   | 1    | 1.30,341 |
| 2     | Valentino Rossi  | Yamaha   | 2    | 1.30,391 |
| 3     | Dani Pedrosa     | Honda    | 3    | 1.31,070 |
| 4     | Alex de Angelis  | Honda    | 6    | 1.31,260 |
| 5     | Colin Edwards    | Yamaha   | 5    | 1.31,096 |
| 6     | Andrea Dovizioso | Honda    | 10   | 1.31,472 |
| 7     | Marco Melandri   | Kawasaki | 14   | 1.32,190 |
| 8     | Randy de Puniet  | Kawasaki | 8    | 1.31,380 |
| 9     | Mika Kallio      | Ducati   | 9    | 1.31,384 |
| 10    | Toni Elías       | Honda    | 11   | 1.31,640 |
| 11    | Chris Vermeulen  | Suzuki   | 15   | 1.32,338 |
| 12    | Loris Capirossi  | Suzuki   | 13   | 1.31,873 |
| 13    | Gábor Talmácsi   | Honda    | 16   | 1.32,752 |
| 14    | James Toseland   | Yamaha   | 12   | 1.31,722 |
| 15    | Nicky Hayden     | Ducati   | 7    | 1.31,325 |
| 16    | Jorge Lorenzo    | Yamaha   | 4    | 1.31,071 |